# Gynacantha subinterrupta
Gynacantha subinterrupta är en trollsländeart som beskrevs av Jules Pièrre Rambur 1842. Gynacantha subinterrupta ingår i släktet Gynacantha och familjen mosaiktrollsländor. IUCN kategoriserar arten globalt som livskraftig. Inga underarter finns listade i Catalogue of Life.